# Уллын
Уллы́н (кор. 울릉군?, 鬱陵郡?, Ulleung-gun) — уезд в провинции Кёнсан-Пукто, Южная Корея. Большая часть территории уезда находится на острове Уллындо, также в территорию входит 42 более мелких острова, включая острова Лианкур (Такэсима/Токто), являющиеся предметом территориальных споров Южной Кореи и Японии. Все острова находятся в акватории Японского моря. Уезд является одним из главных туристических направлений в стране.

## История
Исторические имена острова Уллындо и соответственно, административной единицы, располагавшейся на нём — Мурын, Урын или Усангук. Археологические раскопки позволяют говорить о том, что эта территория была заселена людьми в бронзовом веке (около 1000 года до н. э.). По некоторым источникам, остров Уллындо упоминается в хрониках времён вана Тончхона (династия Когурё), однако достоверно известно о появлении острова в документации, датируемой 513 годом, эпоха Силла. В этих документах говорится о том, что в 512 году Усангук был присоединён к провинции Исабу (современный город Каннын). В 1379 году японские войска совершили нападение на Уллын (в то время он назывался Мурын), в результате чего население почти полностью было эвакуировано на материк. Вернулись жители только через 100 лет, в 1479 году. В 1693 году династия Чосон вступила в конфликт с Японией по поводу территориальной принадлежности Уллындо. Этот конфликт разрешился с помощью дипломатических мер, и в 1696 году был подписан договор, по которому Уллындо признавался частью Кореи. В 1900 году здесь был утверждён уезд Ульдон, вошедший в территорию провинции Канвондо. Современное название, Уллын, уезд получил через шесть лет, в 1906 году, тогда же он был включён в территорию провинции Кёнсан-Намдо. В 1914 году Уллын был отсоединён от провинции Кёнсан-Намдо и присоединён к провинции Кёнсан-Пукто. В конце XX века на территории острова стал активно развиваться туризм, местные пляжи стали излюбленным местом отдыха жителей всей страны.

## География
Уллын расположен на группе островов, лежащей в Японском море к востоку от южного побережья Корейского полуострова. Расстояние до ближайшего крупного города, Пхохана составляет 217 км 76 % территории уезда занимают леса. Под сельскохозяйственные угодья отведено 18 % территории. Общее количество островов, входящих в Уллын — 43, из них только 3 обитаемы. Острова имеют преимущественно вулканическое происхождение, высочайшая точка — пик Сонъибон (984 м над уровнем моря). Климат уезда отличается от климата основной части Кореи — в частности здесь более прохладное лето и более тёплая зима. Среднегодовая температура составляет 12 °C.

## Климат
| Показатель                                    | Янв. | Фев. | Март | Апр. | Май  | Июнь | Июль | Авг. | Сен. | Окт. | Нояб. | Дек. | Год  |
| --------------------------------------------- | ---- | ---- | ---- | ---- | ---- | ---- | ---- | ---- | ---- | ---- | ----- | ---- | ---- |
| Средний максимум, °C                          | 4,3  | 5,3  | 9,1  | 15,1 | 19,3 | 22,2 | 25,2 | 26,7 | 23,1 | 18,8 | 13,1  | 7,5  | 15,8 |
| Средняя температура, °C                       | 1,4  | 2,2  | 5,4  | 11,1 | 15,5 | 18,8 | 22,3 | 23,6 | 19,8 | 15,3 | 9,7   | 4,4  | 12,4 |
| Средний минимум, °C                           | −0,8 | −0,2 | 2,5  | 7,7  | 12,1 | 16,0 | 20,0 | 21,4 | 17,4 | 12,6 | 7,1   | 2,0  | 9,8  |
| Норма осадков, мм                             | 116  | 78   | 72   | 81   | 105  | 115  | 170  | 168  | 171  | 84   | 106   | 117  | 1383 |
| Источник: Korea Meteorological Administration |      |      |      |      |      |      |      |      |      |      |       |      |      |

| Солнечное сияние, часов за месяц. | Солнечное сияние, часов за месяц. | Солнечное сияние, часов за месяц. | Солнечное сияние, часов за месяц. | Солнечное сияние, часов за месяц. | Солнечное сияние, часов за месяц. | Солнечное сияние, часов за месяц. | Солнечное сияние, часов за месяц. | Солнечное сияние, часов за месяц. | Солнечное сияние, часов за месяц. | Солнечное сияние, часов за месяц. | Солнечное сияние, часов за месяц. | Солнечное сияние, часов за месяц. | Солнечное сияние, часов за месяц. |
| Месяц                             | Янв                               | Фев                               | Мар                               | Апр                               | Май                               | Июн                               | Июл                               | Авг                               | Сен                               | Окт                               | Ноя                               | Дек                               | Год                               |
| Солнечное сияние, ч               | 90                                | 104                               | 167                               | 212                               | 227                               | 175                               | 151                               | 163                               | 159                               | 177                               | 130                               | 101                               | 1856                              |
| --------------------------------- | --------------------------------- | --------------------------------- | --------------------------------- | --------------------------------- | --------------------------------- | --------------------------------- | --------------------------------- | --------------------------------- | --------------------------------- | --------------------------------- | --------------------------------- | --------------------------------- | --------------------------------- |

## Культура
Культурная жизнь на Уллыне — это прежде всего различные фестивали, самые известные из которых включают:
- Уллынский певческий фестиваль, проходящий ежегодно в августе на берегу Японского моря.[4]
- Фестиваль Усан, названный по древнему названию Уллына — Усангук. Проходит каждый год в октябре. [5]
- Фестиваль кальмара, проводится каждый год в июле.[6]

## Туризм и достопримечательности
В конце XX века Уллын начал превращаться из региона, населённого преимущественно рыбаками и крестьянами, в крупный туристический центр. Здесь были созданы условия для занятия активными видами спорта — дайвингом, альпинизмом, маунтинбайком и проч. Кроме того, среди туристов популярны пляжи Уллына, а также прогулочные туры по Японскому морю на катерах и яхтах.

## Символы
Как и все прочие уезды в стране, Уллын имеет ряд символов:
- Дерево: магнолия
- Цветок: камелия
- Животное: древесный голубь
- Маскоты: весёлая тыква Хэхоран и кальмар Оггидонъи.

## Города-побратимы
Уллын является городом-побратимом следующих городов:
- Анян, Республика Корея
- Пхохан, Республика Корея
- Суёнгу, Республика Корея
- Самчхок, Республика Корея